# Niccolò Tribolo

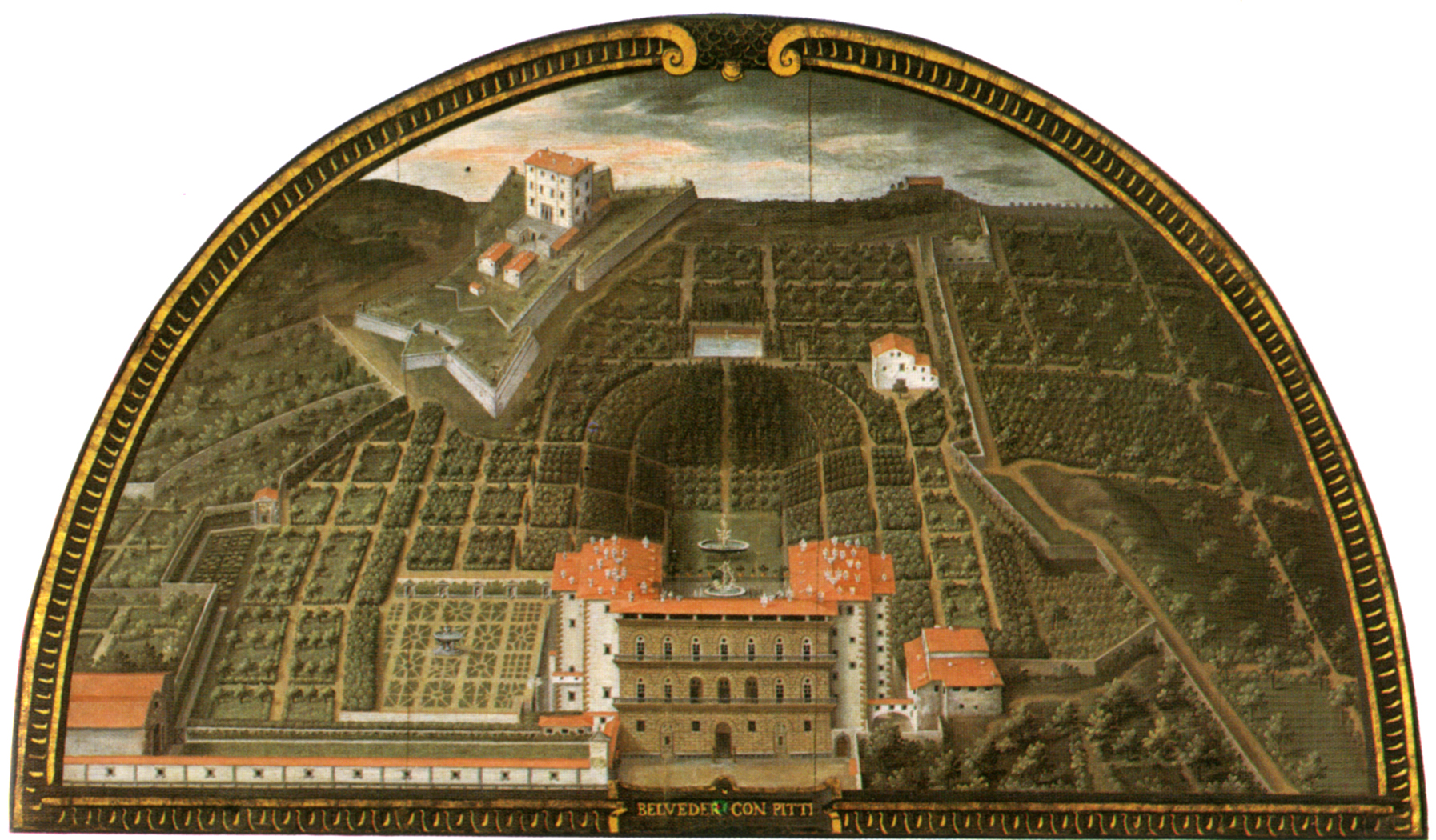
El jardín de Boboli con el anfiteatro ajardinado, según el proyecto de il Tríbolo

Niccolò Tríbolo, seudónimo de Niccolò di Raffaello Pericoli (Florencia, ca. 1500 - 7 de septiembre de 1550 fue un arquitecto y escultor manierista italiano. Fue arquitecto de corte de Cosme I de Médici antes de que lo fuera Bernardo Buontalenti. 

## Biografía
La información sobre sus orígenes familiares, el primer periodo de su vida y sus inicios como artista es muy escasa, hasta el punto que aún su fecha de nacimiento parece dudosa y podría ser anterior al año 1497. 
Inició su aprendizaje como cortador y picapedrero, y fue discípulo de Nanni Unghero y Jacopo Sansovino. En Le Vite, Giorgio Vasari menciona numerosas obras juveniles (estatuas, fuentes, etc.), que hoy día o bien ya no existen o no se pueden identificar con certeza. Visitó Venecia con Benvenuto Cellini (quien en su biografía le llama il Tribolino) y volvió a Florencia en 1517, donde inició una carrera artística independiente. Vasari cuenta varias anécdotas de su etapa juvenil, algunas de las cuales le acercan a Miguel Ángel por la fuerza del trazado de sus dibujos, con un estilo parecido al de aquel maestro que, por otra parte influyó en todos los artistas de la época. 
A sueldo de Cosme I creó algunas obras efímeras, como las decoraciones hechas a raíz de la visita de Carlos V en Florencia (1536). Siempre para el gran duque, se encargó de ir a Roma para convencer a Miguel Ángel que terminase el proyecto de la escalera monumental de la biblioteca Laurenziana de la basílica de San Lorenzo de Florencia. 
De este periodo cabe destacar el proyecto de la capilla fúnebre de Leonor de Toledo y una reestructuración de la Villa medicea de Poggio a Caiano y sus anexos, aún por verificar, aunque parece completamente confirmada la atribución de los grandiosas cuadros. 
Pero su fama reside principalmente en la actividad como diseñador de jardines. Su obra maestra en este terreno fue el diseño inicial del Jardín de Boboli, con el anfiteatro que aprovecha la configuración natural del cerro. Pero antes de Boboli ya había tenido oportunidad de demostrar su talento extraordinario como creador de espacios verdes en los jardines de Villa Corsini en Castello, de Villa della Petraia o Villa Medicea di Castello, donde creó la extraordinaria arquitectura de la Gruta de los Animales (1536), decorada con esculturas de Giambologna. Además de su belleza formal, los jardines desplegaban un preciso tema iconográfico en las esculturas y las decoraciones, siguiendo un esquema filosófico humanista. 
Sus resultados fueron extraordinarios gracias también a la ayuda de la ingeniería hidráulica, que incorporaba los avances innovadores de Piero da San Casciano. Así fueron posibles las fuentes y los juegos de agua dispuestos sobre varias terrazas, que influyeron tan profundamente en las épocas sucesivas y que fueron la base del llamado jardín a la italiana. 
La obra del Boboli fue la última que hizo antes de su prematura muerte en 1550, y tuvo que ser acabada por su colaborador David Fortini.

## Obra arquitectónica
- Villa Corsini en Castello (1540)

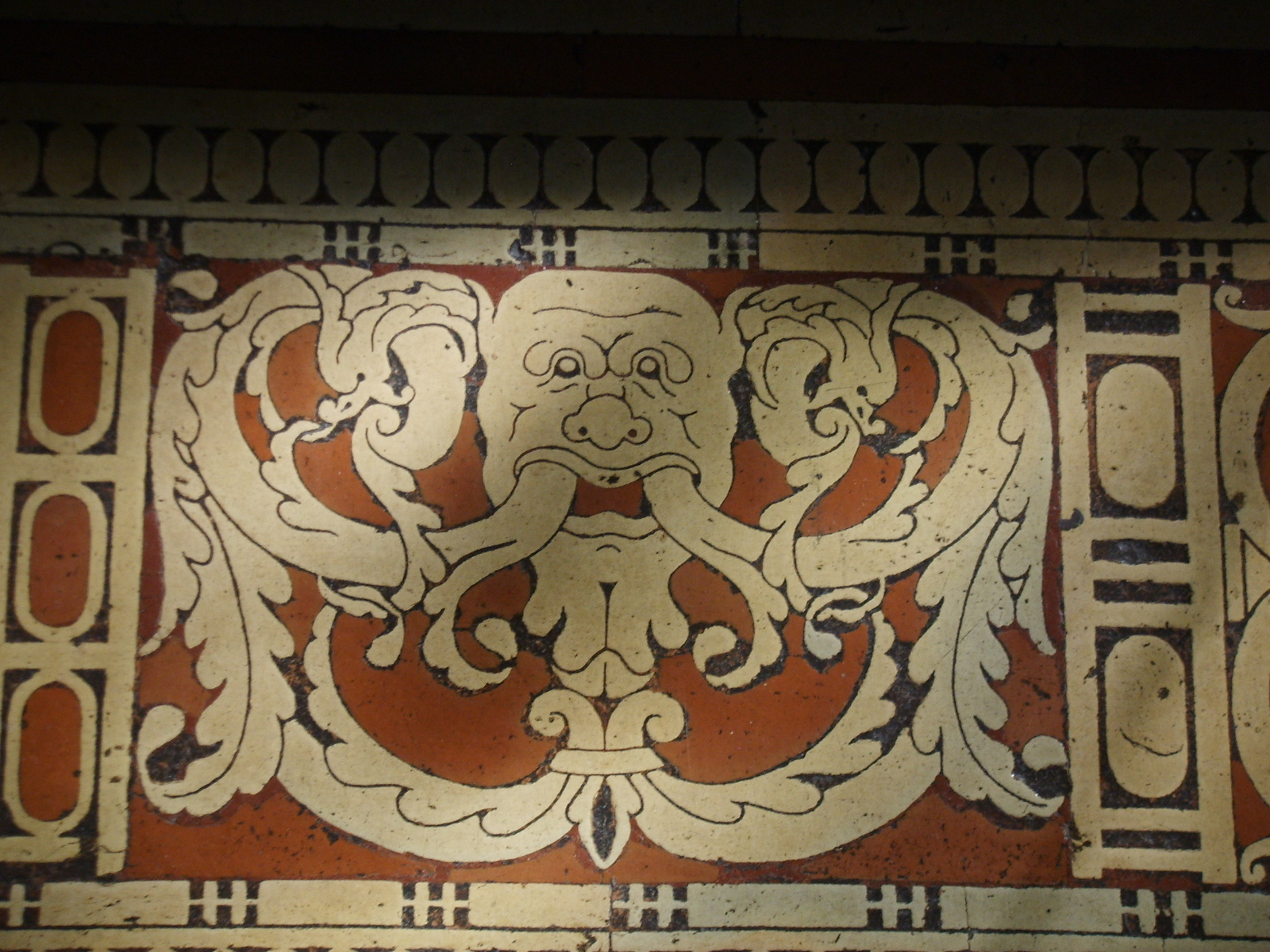
Detalle del pavimento de la Biblioteca Medicea Laurenziana

- Villa Medicea di Castello (1540 circa)
- Villa Medicea La Petras (después de la villa di Castello, 1543?)
- Jardín del Semplici (1545)
- Villa Medicea di Poggio en Caiano (1545 circa - 1548)
- Biblioteca Medicea Laurenziana (el pavimento en terracota roja y blanca es diseño suyo, y fue realizado a partir de 1548)
- Jardín de Boboli (1549 - 1550)
- Puente Rosso

## Escultura
- Ganímedes montando el águila, bronce, Museo Nazionale del Bargello
- Alegoría de Fiesole, pietra serena, Museo Nazionale del Bargello
- Ángel sosteniendo un candelabro para la Catedral de Pisa, Pisa, Museo dell'Opera del Duomo (1528)
- Arpía montando un sapo, Pisa, Palacio Giuli Rosselmini Gualandi (1530-40)